# Lillemer
Lillemer est une commune française située dans le département d'Ille-et-Vilaine en région Bretagne, peuplée de 383 habitants.

## Géographie

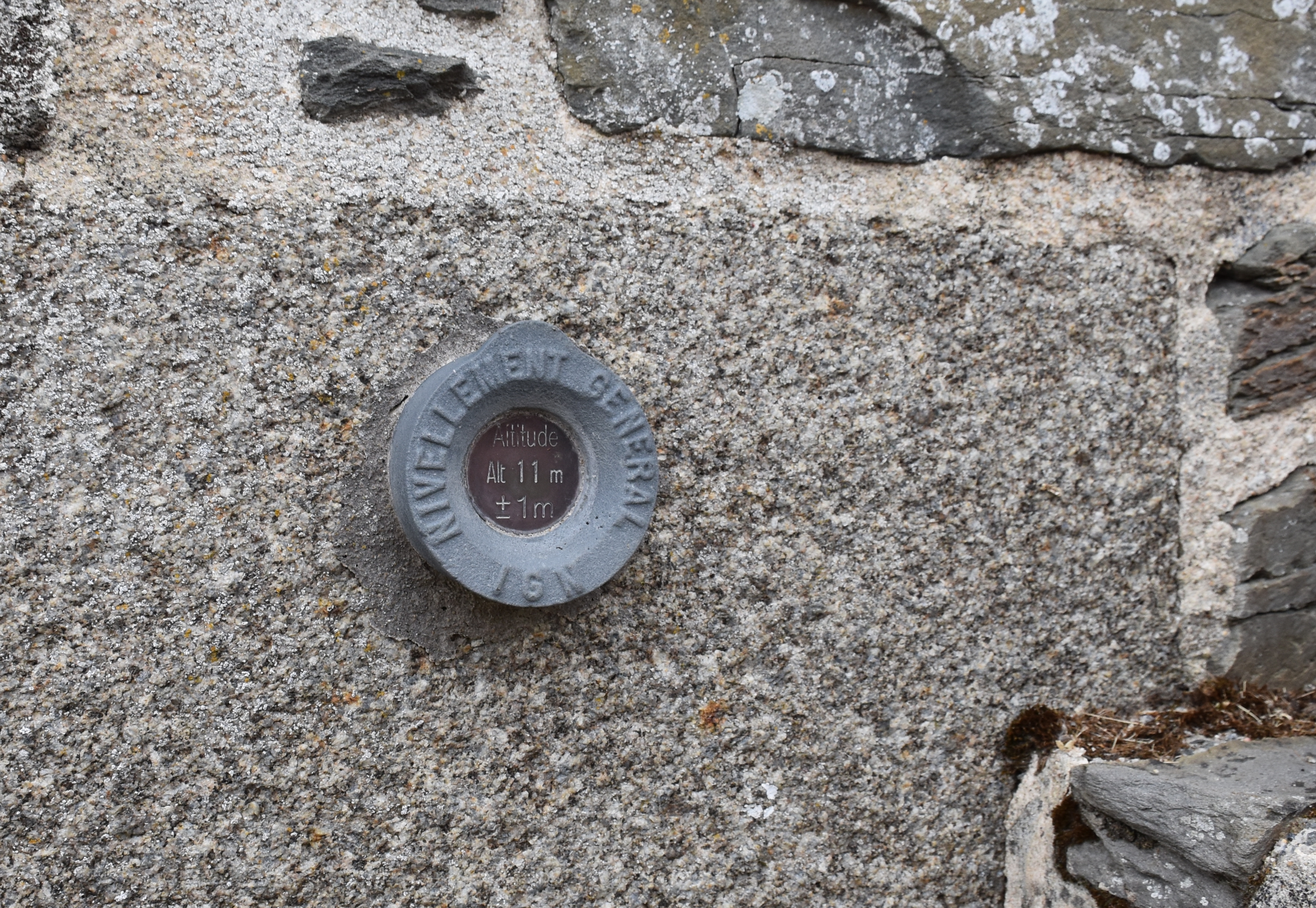
Borne de nivellement sur l'église - Altitude 11m.

Le bourg de Lillemer occupe une butte rocheuse dominant de neuf mètres le marais qui constitue le fond asséché de la baie du Mont-Saint-Michel.
Les terrains qui s'étendent de l'ancien rivage à la plage actuelle se sont formés par l'accumulation de sédiments depuis environ 8000 ans. En surface, ils sont composés au nord de sédiments marins, les « Marais blancs », et au sud de formations tourbeuses, les « Marais noirs », qui entourent la butte de Lillemer.

### Hydrographie
Pour un article plus général, voir Réseau hydrographique d'Ille-et-Vilaine.
La commune est située dans le bassin Loire-Bretagne. Elle est drainée par le biez Brilland, le biez de tontjas et le biez du Milieu,,.

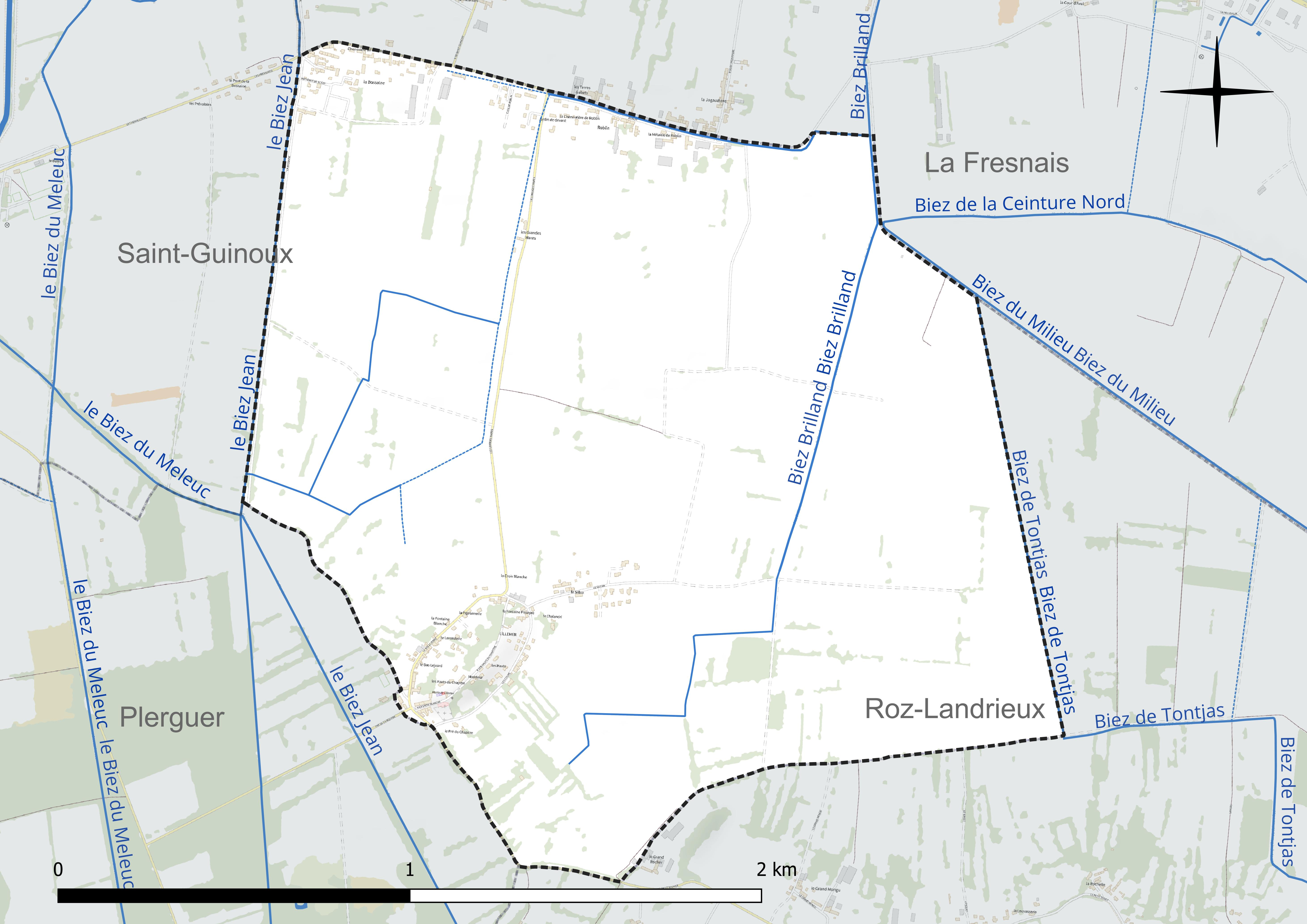
Réseau hydrographique de Lillemer.

### Climat
Pour des articles plus généraux, voir Climat de la Bretagne et Climat d'Ille-et-Vilaine.
En 2010, le climat de la commune est de type climat océanique franc, selon une étude du CNRS s'appuyant sur une série de données couvrant la période 1971-2000. En 2020, Météo-France publie une typologie des climats de la France métropolitaine dans laquelle la commune est exposée à un climat océanique et est dans la région climatique  Bretagne orientale et méridionale, Pays nantais, Vendée, caractérisée par une faible pluviométrie en été et une bonne insolation. Parallèlement l'observatoire de l'environnement en Bretagne publie en 2020 un zonage climatique de la région Bretagne, s'appuyant sur des données de Météo-France de 2009. La commune est, selon ce zonage, dans la zone « Intérieur  », exposée à un climat médian, à dominante océanique.  
Pour la période 1971-2000, la température annuelle moyenne est de 11,6 °C, avec une amplitude thermique annuelle de 11,9 °C. Le cumul annuel moyen de précipitations est de 677 mm, avec 12 jours de précipitations en janvier et 6,4 jours en juillet. Pour la période 1991-2020, la température moyenne annuelle observée sur la station météorologique la plus proche, située sur la commune de Pleurtuit à 15 km à vol d'oiseau, est de 11,9 °C et le cumul annuel moyen de précipitations est de 752,0 mm,. Pour l'avenir, les paramètres climatiques de la commune estimés pour 2050 selon différents scénarios d'émission de gaz à effet de serre sont consultables sur un site dédié publié par Météo-France en novembre 2022.

## Urbanisme

### Typologie
Au 1er janvier 2024, Lillemer est catégorisée commune rurale à habitat dispersé, selon la nouvelle grille communale de densité à sept niveaux définie par l'Insee en 2022.
Elle est située hors unité urbaine. Par ailleurs la commune fait partie de l'aire d'attraction de Saint-Malo, dont elle est une commune de la couronne,. Cette aire, qui regroupe 35 communes, est catégorisée dans les aires de 50 000 à moins de 200 000 habitants,.

### Occupation des sols
L'occupation des sols de la commune, telle qu'elle ressort de la base de données européenne d'occupation biophysique des sols Corine Land Cover (CLC), est marquée par l'importance des territoires agricoles (95,1 % en 2018), une proportion identique à celle de 1990 (95,1 %). La répartition détaillée en 2018 est la suivante : 
prairies (36,3 %), zones agricoles hétérogènes (32,2 %), terres arables (26,6 %), zones urbanisées (4,9 %). L'évolution de l'occupation des sols de la commune et de ses infrastructures peut être observée sur les différentes représentations cartographiques du territoire : la carte de Cassini (XVIIIe siècle), la carte d'état-major (1820-1866) et les cartes ou photos aériennes de l'IGN pour la période actuelle (1950 à aujourd'hui).

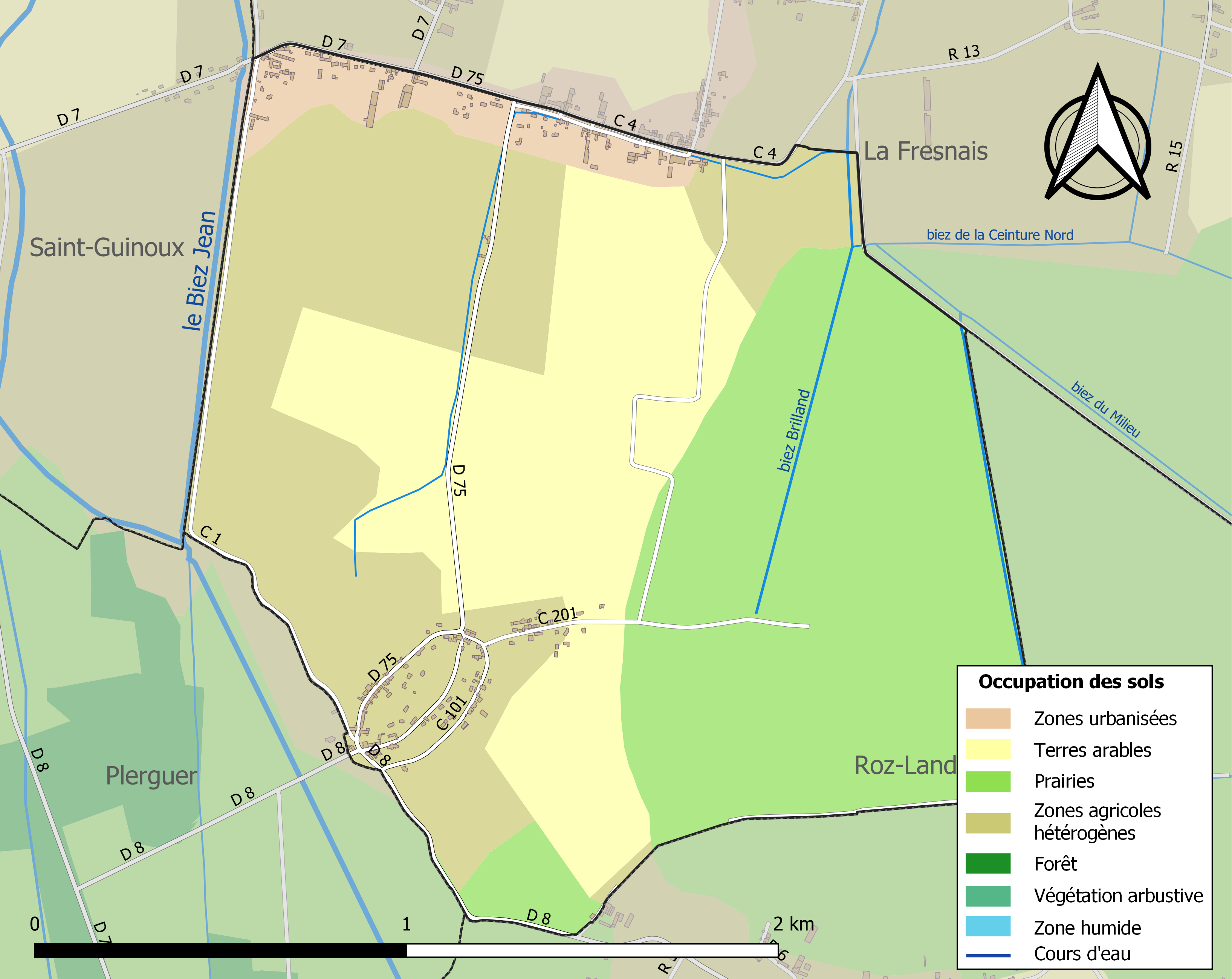
Carte des infrastructures et de l'occupation des sols de la commune en 2018 (CLC).

## Toponymie

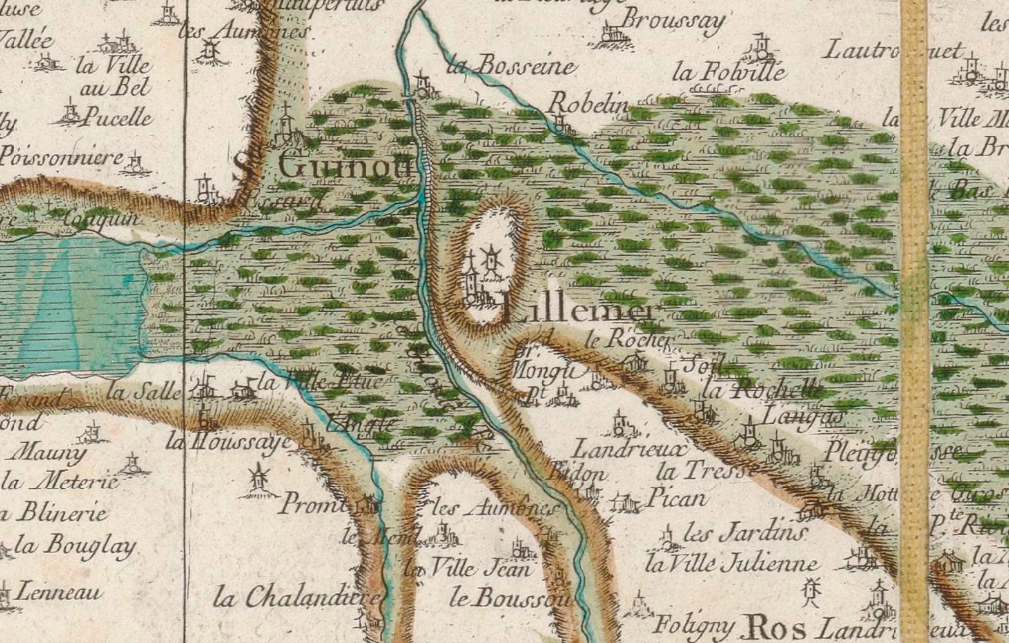
Lillemer et ses environs sur la Carte de Cassini, entre 1755 et 1759.

Le nom de la localité est attesté sous les formes Islemou en 1182,  Lillemuer en 1184, Insula Muer au XIIIe siècle, Insula Meur au XIVe siècle, Insula Maris au XVe siècle, Lislemeur en 1513, L'Isle-Mer et Lislemer en 1516.
La forme actuelle peut être attestée à partir de 1755, date des premières levées cartographiques de la région de Saint-Malo pour la Carte de Cassini.
Du  latin insula- (« île ») et du breton -meur (« grand »). « L'île Grande », tire son nom de sa situation sur une hauteur escarpée au milieu des marais de Dol[Information douteuse].
Albert Dauzat et Ernest Nègre ne semblent pas avoir analysé ce toponyme.

## Histoire
La paroisse de Lillemer faisait partie du doyenné de Dol relevant de l'évêché de Dol et elle était sous le vocable de saint Éloi.
En 1184, Robert de Thorigné, abbé du mont Saint-Michel, acquiert cette terre de l'évêque et du chapitre de Dol-de-Bretagne, sous réserve de payer une redevance annuelle et en fit une dépendance du prieuré du Mont-Dol. L'abbé souhaite défricher les lieux pour augmenter les revenus du prieuré, mais il meurt en 1186. Ses successeurs ne poursuivent pas son projet et cessent de payer la redevance.
La convention n'ayant pas été suivie, l'église de Dol-de-Bretagne cède l'île à l'abbaye Notre-Dame du Tronchet, puis celle-ci y fonde le prieuré Notre-Dame de Lillemer, au cours du XIIIe siècle, dont l'existence est attestée en 1277 par un acte de l'official de Dol. Il est dit que jusqu'à cette fondation l'île est toujours inoccupée. Elle devient paroisse à la fin du XIIIe siècle. Une maladrerie, inscrite au pouillé de la province de Tours en 1648, existe autrefois à Lillemer.
L'église actuelle, dédiée à saint Éloi, date de 1837. Le village actuel s'organise autour de celle-ci et se développe à la périphérie du relief géographique.

## Politique et administration
| Période                                  | Période        | Identité                     | Étiquette | Qualité                                                                                    |
| ---------------------------------------- | -------------- | ---------------------------- | --------- | ------------------------------------------------------------------------------------------ |
| mars 1959                                | mars 1989      | Joseph Cornillet (1914-1989) |           | Cultivateur, maire honoraire Officier du Mérite agricole, chevalier des Palmes académiques |
| mars 1989                                | 3 juillet 2020 | Joseph Alix                  | DVD       | Dessinateur industriel retraité                                                            |
| 3 juillet 2020                           | En cours       | David Jullien                |           | Chauffeur routier                                                                          |
| Les données manquantes sont à compléter. |                |                              |           |                                                                                            |

## Démographie
L'évolution du nombre d'habitants est connue à travers les recensements de la population effectués dans la commune depuis 1793. Pour les communes de moins de 10 000 habitants, une enquête de recensement portant sur toute la population est réalisée tous les cinq ans, les populations de référence des années intermédiaires étant quant à elles estimées par interpolation ou extrapolation. Pour la commune, le premier recensement exhaustif entrant dans le cadre du nouveau dispositif a été réalisé en 2004.
En 2022, la commune comptait 383 habitants, en évolution de +8,5 % par rapport à 2016 (Ille-et-Vilaine : +5,46 %, France hors Mayotte : +2,11 %).
| 1793 | 1800 | 1806 | 1821 | 1831 | 1836 | 1841 | 1846 | 1851 |
| ---- | ---- | ---- | ---- | ---- | ---- | ---- | ---- | ---- |
| 230  | 297  | 327  | 372  | 344  | 423  | 442  | 437  | 431  |

| 1856 | 1861 | 1866 | 1872 | 1876 | 1881 | 1886 | 1891 | 1896 |
| ---- | ---- | ---- | ---- | ---- | ---- | ---- | ---- | ---- |
| 422  | 409  | 404  | 395  | 413  | 401  | 416  | 421  | 418  |

| 1901 | 1906 | 1911 | 1921 | 1926 | 1931 | 1936 | 1946 | 1954 |
| ---- | ---- | ---- | ---- | ---- | ---- | ---- | ---- | ---- |
| 392  | 365  | 355  | 314  | 286  | 256  | 245  | 240  | 246  |

| 1962 | 1968 | 1975 | 1982 | 1990 | 1999 | 2004 | 2006 | 2009 |
| ---- | ---- | ---- | ---- | ---- | ---- | ---- | ---- | ---- |
| 202  | 239  | 206  | 233  | 225  | 203  | 224  | 244  | 275  |

| 2014 | 2019 | 2022 | - | - | - | - | - | - |
| ---- | ---- | ---- | - | - | - | - | - | - |
| 339  | 367  | 383  | - | - | - | - | - | - |

## Lieux et monuments
- Église Saint-Éloi, édifice néo-classique de 1837.
- Colombier situé derrière l'église.
- Prieuré Notre-Dame de Lillemer.

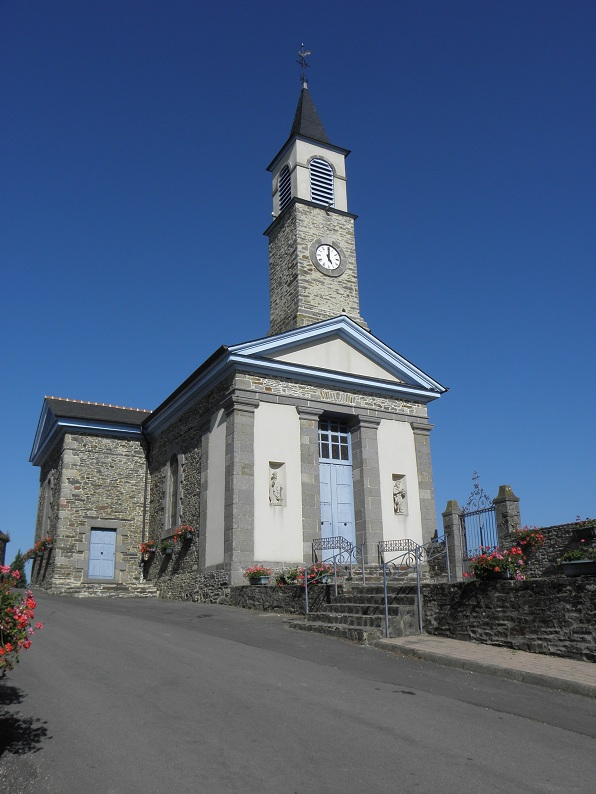
L'église Saint-Éloi.
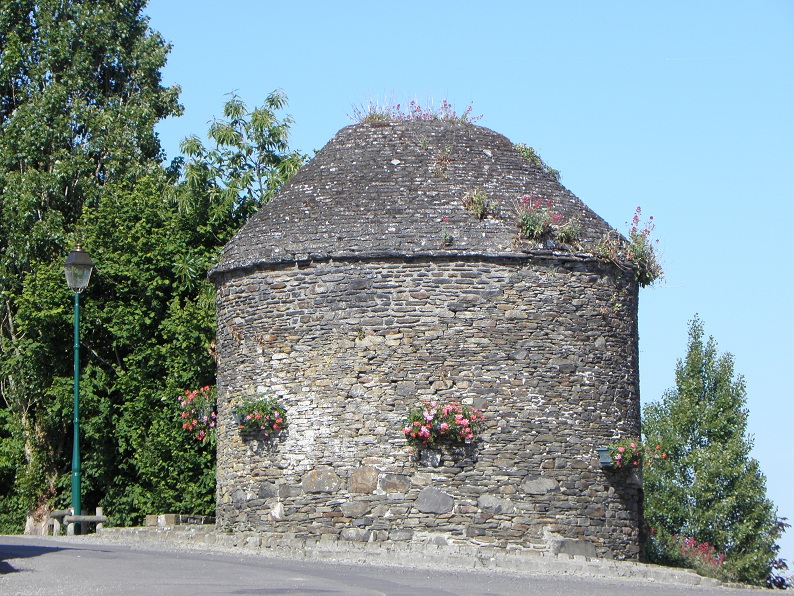
Le colombier près de l'église.
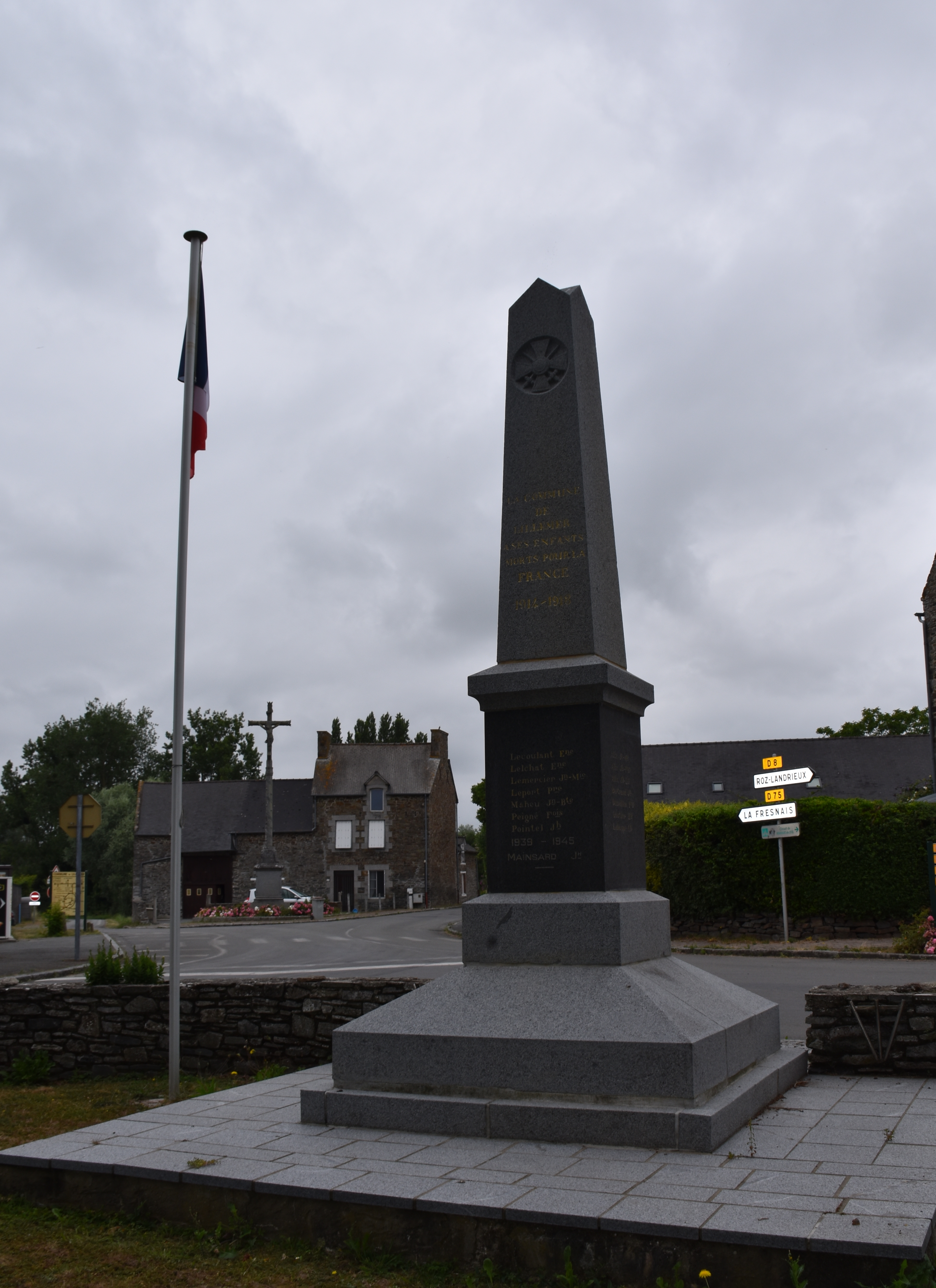
Le monument aux morts.
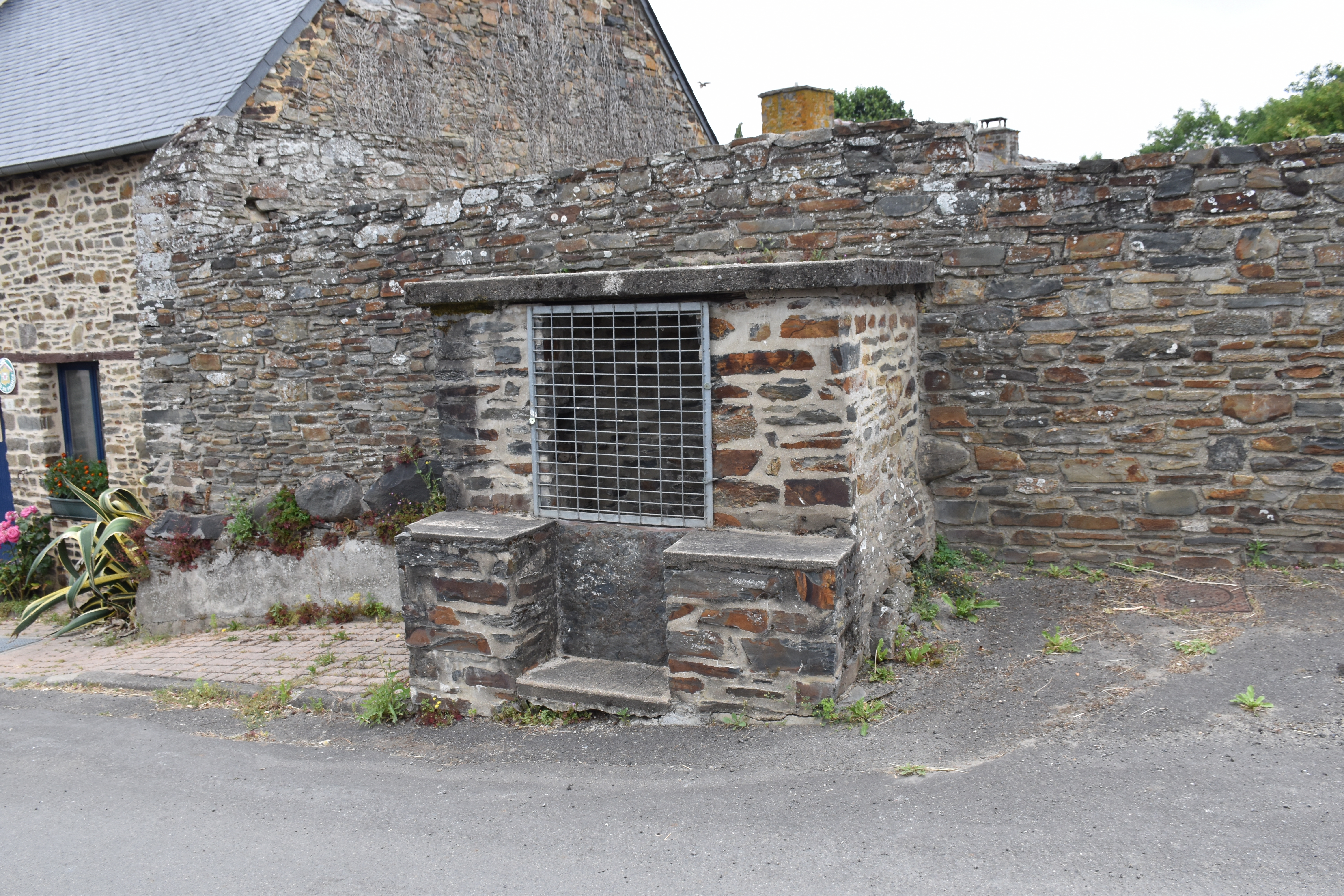
Ancien puits public.
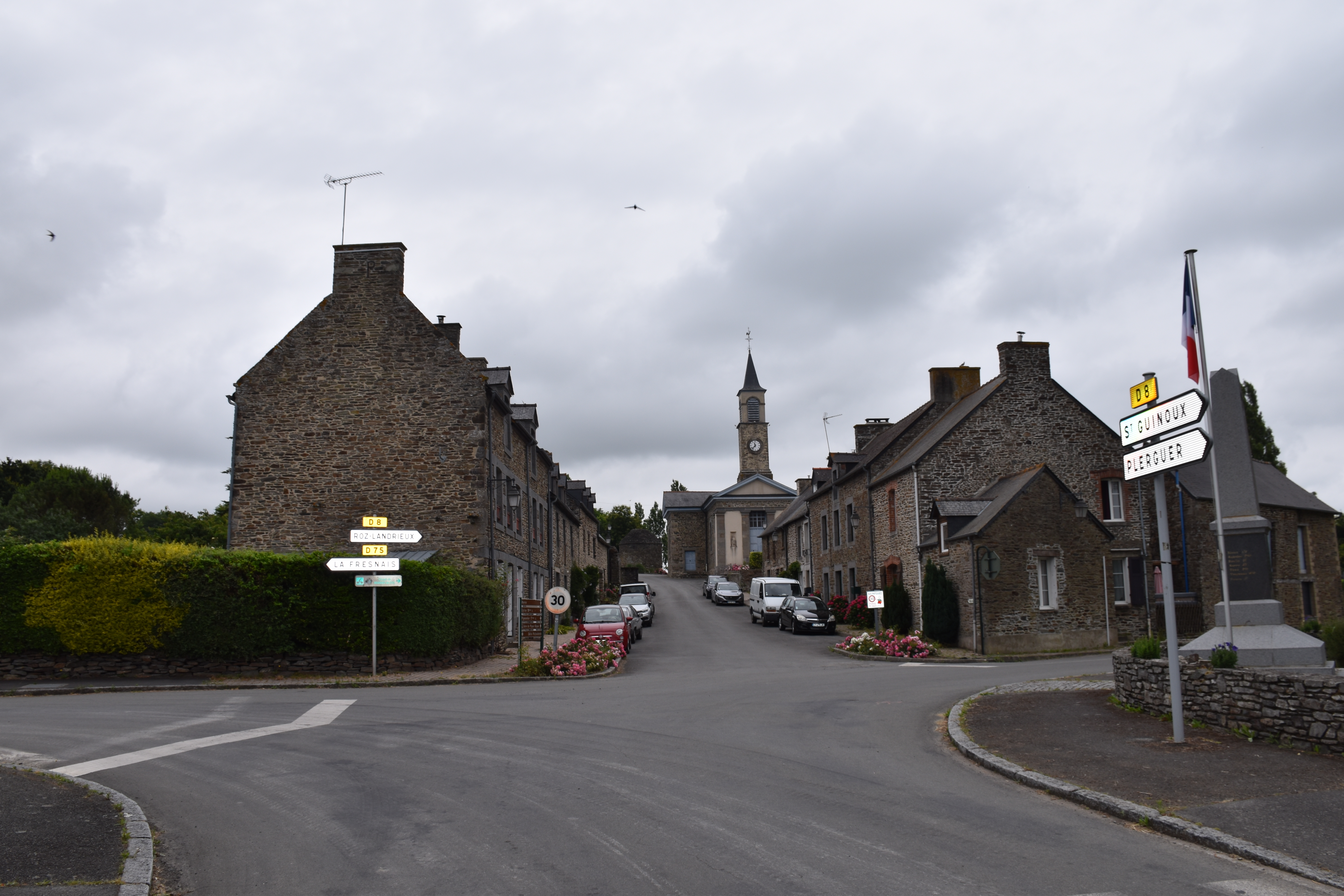
La rue de l'église.